# CountryLine Radio
CountryLine Radio ist ein in Großbritannien ansässiger Radiosender, der Country-Musik spielt. Der von Chris Stevens gegründete Sender startete am 27. April 2013 als Chris Country. Der Sender gehört jetzt CountryLine, nachdem diese den Sender im März 2020 von Chris Stevens und Nation Broadcasting gekauft haben. Der Sender wurde am 7. März 2022 in CountryLine Radio umbenannt.

## Verfügbarkeit
CountryLine Radio ist derzeit in mehreren Gebieten des Vereinigten Königreichs über DAB verfügbar. Heute ist der Sender in acht Multiplexen zu hören. Außerdem gibt es weltweit einen Onlinestream.

## Programm
Ein Großteil des Programms des Senders ist vorprogrammiert, obwohl der Sender einige moderierte Shows eingeführt hat. Chris Stevens, der Sendergründer, moderiert die Frühstücksshow und John Collins präsentiert Drivetime. Andere Moderatoren sind Miles Myers-Cough Harris. Der Sender sendet auch ein Country-Countdown-Programme aus Amerika, darunter Bob Kingsleys Country Top 40 und andere Shows wie Nashville Access oder Tim Rogers Classic Country. CountryLine Radio sendet auch stündliche Nachrichtenzusammenfassungen von Radio News Hub.

### Chris Country Weekly
Der Sender produziert eine wöchentliche 3-stündige Show für kommerzielle und Community-Radiosender. Es wird von Stationsleiter Chris Stevens präsentiert und über seine Firma Devaweb vertrieben. Es spielt das Beste an aktueller und klassischer Country-Musik. Gelegentlich treten besondere Stargäste aus der Country-Musikszene im Programm auf und führen manchmal sogar akustische Live-Sessions durch.